# Lion Feuchtwanger
Lion Feuchtwanger (München, 1884. július 7. – Los Angeles, 1958. december 21.) az egyik legnépszerűbb 20. századi német író.

## Életútja

### Családja
Lion Feuchtwanger nagypolgári családban nőtt fel, apja, Sigmund Feuchtwanger sikeres ortodox-zsidó margaringyáros, anyja Johanna Feuchtwanger volt. Egyik testvére a jogász és újságíró Ludwig Feuchtwanger, másik testvére a szintén író Martin Feuchtwanger.

### Ifjúkora
Lion Feuchtwanger korán megpróbálkozott az írással, diákkorában díjat is kapott. 1903-ban érettségizett a müncheni Wilhelm Gimnáziumban. Az egyetemen történelmet, filozófiát és német irodalmat tanult Münchenben és Berlinben. Szüleitől ekkorra már eltávolodott. 1907-ben Berlinben doktorált Franz Munckernél Heinrich Heine Der Rabbi von Bacharach című művéből. 1908-ban saját kulturális magazint alapított Der Spiegel (nem azonos a ma is létező és azonos című folyóirattal) címmel, melynek első száma április 30-án jelent meg. Tizenöt szám és hat hónap után azonban anyagi nehézségei támadtak, és fuzionált a Siegfried Jacobsohn által alapított Die Schaubühne című lappal.
1912-ben feleségül vette a zsidó polgári családból származó Marta Löfflert. Marta az esküvőn már terhes volt, de egyetlen lányuk a születését követően hamarosan elhalálozott. Feuchtwangert az első világháború kitörésekor besorozták, de egészségügyi okokból idő előtt hazaküldték.

### Pályája 1933-ig
Feuchtwanger már 1918-ban felfedezte a fiatal Bertolt Brecht tehetségét, akivel élete végéig barátok maradtak. 1927-ben költözött Berlinbe, hogy Brechttel közösen dolgozhasson az epikus színház koncepcióján. 1932-ben már egy berlini villában lakott. 1932-ben jelent meg a József-trilógia (Josephus-Trilogie) első része, A zsidó háború (Der jüdische Krieg). A zsidókra vonatkozó korlátozások miatt le kellett mondania a habilitációról. (Kivándorlása utána a müncheni Lajos–Miksa Egyetem származása miatt 1933-ban megvonta tőle a doktori címet, és hivatalosan csak 1952 novemberében rehabilitálta.)
1932 novemberében Londonba és az Amerikai Egyesült Államokba indult előadóesteket tartani. A német nemzetiszocialisták 1933. januári hatalomra kerülése lehetetlenné tette Németországba való visszatérését, hiszen zsidó származásán túl a nemzetiszocialisták egyik fő intellektuális ellenfele volt. Először Franciaországba, majd Amerikába menekült. Az 1933-as könyvégetés során az ő könyvei is a lángok martalékaivá váltak. A nácik megvonták állampolgárságát is.

### 1933 után
1933-tól kezdve Feuchtwanger Sanary-sur-Merben lakott, a Dél-Franciaországba menekült zsidó német értelmiség egy rövid életű központjában. Könyveinek különösen angol nyelvterületen eladott magas honoráriumaiból viszonylag kényelmesen élt. A nyugati hatalmak kevéssé náciellenes hozzáállása miatt álláspontja egyszer közelített a szovjetkommunizmushoz. 1936 novemberétől 1937 februárjáig a Szovjetunióban tartózkodott, ahol könyveit Artemi Chalatow segítségével és közbenjárásával adták ki. Moskau 1937 (Moszkva 1937) címen útinaplót vezetett, amelyben egyetértését fejezte ki az állítólagos trockisták ellen koholt vádak alapján lefolytatott perekkel. Ezzel kiváltotta Arnold Zweig, Franz Werfel és Bruno Frank felháborodását. Sztálinista vélekedése később lelassította amerikai állampolgársága megszerzését. A német nyugati offenzíva után 1940 májusában többedmagával a Les Milles-i internálótáborba került, ahol a háború kitörésekor, 1939-ben már néhány hetet eltöltött. A foglyokat később Les Milles-ből a német csapatok előrenyomulása miatt ideiglenesen Nîmes közelében sátortáborba szállították, ahonnan az amerikai követség marseille-i alkalmazottai – nőnek öltöztetve – kicsempészték.
Több hónapos várakozás után Marseille-ből feleségével kalandos úton Spanyolországon és Portugálián keresztül ki tudott menekülni az Egyesült Államokba. 1941-től haláláig Kaliforniában lakott, 1943 novemberétől az ún. Villa Aurorában. Könyvekből és filmjogokból származó jövedelmeinek köszönhetően mind egy villát, mind egy nagy könyvtárat fenn tudott tartani. Feuchtwanger 1944-ben alapító tagja volt a New York-i Aurora Kiadónak. McCarthy idején az amerikai hivatalok szemmel tartották mint baloldali értelmiségit.
Élete vége felé újra a zsidó témák felé fordult (Die Jüdin von Toledo), és helyeselte Izrael létrehozását. 1953-ban megkapta az NDK nemzeti irodalmi díját. Ott mint antifasiszta és kommunista szimpatizánst nagy becsben tartották, bár művének zsidó tartalmát gyakorlatilag szőnyeg alá söpörték.
1957-ben veserákot diagnosztizáltak nála. Több operáció után 1958 végén belső vérzések következtében elhunyt.

## Magyarul

### 1944-ig
- A herceg és zsidaja. Regény; ford. Sztrókay Kálmán; Dick, Bp., 1926
  - (Jud Süss címen is)
- A zsidó háború, 1-2.; ford. Dormándi László; Pantheon, Bp., 1934
- Oppenheim-testvérek; ford. Turóczi József; Káldor, Bp., 1935
  - (Az Oppermann testvérek címen is)
- A csúnya hercegnő; ford. Dormándi László; Pantheon, Bp., 1935 (Jó könyvek)
- Az eredmény..., 1-2.; ford. Braun Soma; Nova, Bp., 1935
- A római zsidó; ford. Dormándi László; Tabor, Bp., 1936 (Tabor. A zsidó irodalom barátai)
- Vallomások Moszkváról; ford. Barkóczy István; Prager, Bratislava-Pozsony, 1938 (Az új Európa kistükre)
- A hamis Nero; ford. Dormándi László; Pantheon, Bp., 1938

### 1944–1989
- Jud Süss; ford. Sztrókay Kálmán; Nova, Bp., 1946
  - (A herceg és zsidaja címen is)
- Simone, a francia lány. Regény; ford. Fóthy János; Magyar Téka, Bp., 1947
- Államférfiak, cselszövők, bohémek. Regény; ford. László Ferenc; Nova, Bp., 1948
  - (Rókák a szőlőben címen is)
- Rókák a szőlőben; ford. Határ Győző; Új Magyar Kiadó, Bp., 1956
  - (Államférfiak, cselszövők, bohémek címen is)
- Goya. A megismerés gyötrelmes útja; ford. Vas István, bev. Thomas Mann; Új Magyar Kiadó, Bp., 1956
- Capet özvegye. Marie-Antoinette. Színmű; ford. Erdődi József, Vajda György Mihály, utószó Vajda György Mihály; Európa, Bp., 1959 (Világirodalmi kiskönyvtár)
- Simone. Regény, 1-2; ford. Erdődi József; Kossuth, Bp., 1959 (Tarka könyvek)
- Balgák bölcsessége avagy Jean-Jacques Rouseau halála és megdicsőülése. Regény; ford. Szinnai Tivadar; Bibliotheca, Bp., 1959
- A siker; ford. Gera György; Európa, Bp., 1959
- Rókák a szőlőben, 1-2.; ford. Déry Tibor, utószó Vásárhelyi Miklós; Európa, Bp., 1963 (Milliók könyve)
- Az Oppermann testvérek. Regény; ford. Beck Erzsébet; Európa, Bp., 1972
  - (Oppenheim-testvérek címen is)
- Száműzetés; ford. Vámosi Pál; Európa, Bp., 1973
- A zsidó háború, 1-2.; ford. Terényi István, versford. Szabó Ede; Európa, Bp., 1976

### 1990–
- Jud Süss. A herceg és kincstárnoka; ford. Tandori Dezső; Árkádia, Bp., 1990
  - (A herceg és zsidaja címen is)
- A toledói zsidó nő; ford. Moharos Éva; Szukits, Szeged, 1996 (Igényes könyvtár)

## Írói munkássága
Írói tevékenysége elején szinte kizárólag színpadi műveket, kritikákat és drámákat írt. Sok regényében is használta a drámák jellegzetes felépítését, illetve a színművek párbeszédstílusát. 1920 után kezdett írni és ezen munkáinak köszönheti írói hírnevét. Ez különösen azon regényeire igaz, amelyekkel a történelmi regény műfaját megújította, megalapozta. Regényeiben a német és zsidó történelmi események álltak a középpontban. Legsikeresebb regényei a Die Geschwister Oppermann és az Exil, amelyeket koruk fontos irodalmi dokumentumaiként tartják számon.
Feuchtwanger néhány színházi sikere után a történelmi regény műfajára összpontosított. Legsikeresebb regénye a Jud Süß volt (1921–22-ben írta, 1925-ben jelent meg), amely már 1926-ban nemzetközi sikert aratott, pedig Feuchtwanger sokáig hiába keresett kiadót az írásnak. Az antiszemita téma nem tűnt népszerűnek. Második nagy sikere a Die hässliche Herzogin Margarete Maultasch (Margarete Maultasch csúnya hercegnő) volt.
Feuchtwanger a kozmopolitizmus híve volt, a zsidó nacionalizmust elutasította. Másrészt viszont kritizálta a marxista történelmi materializmust is. A fejlődésben hitt, melynek motorjaként a haladó intellektuálist látta. Feuchtwanger már korán éleslátóan felismerte az NSDAP és Hitler valódi célját. Nagyon pontosan rajzolta meg az 1920-as évek fasiszta korszakának alakjait az 1930-ban megjelent Erfolg (Siker) című regényében, amelynek Rupert Kutznersében könnyen felismerhető Hitler személye.
Közismert regénye az 1947-48-ban írt „Rókák a szőlőben” (németül: Die Füchse im Weinberg, angolul: Foxes in the Vineyard; egyéb címe németül: Waffen für Amerika, magyarul: Fegyvert Amerikának, angolul: Proud Destiny) a francia felvilágosodás és Amerika szabadságharcának korát eleveníti fel. A cselekmény 1776-ban kezdődik Párizsban, a főbb szereplők Pierre Beaumarchais és Benjamin Franklin.